# Hällingsjö

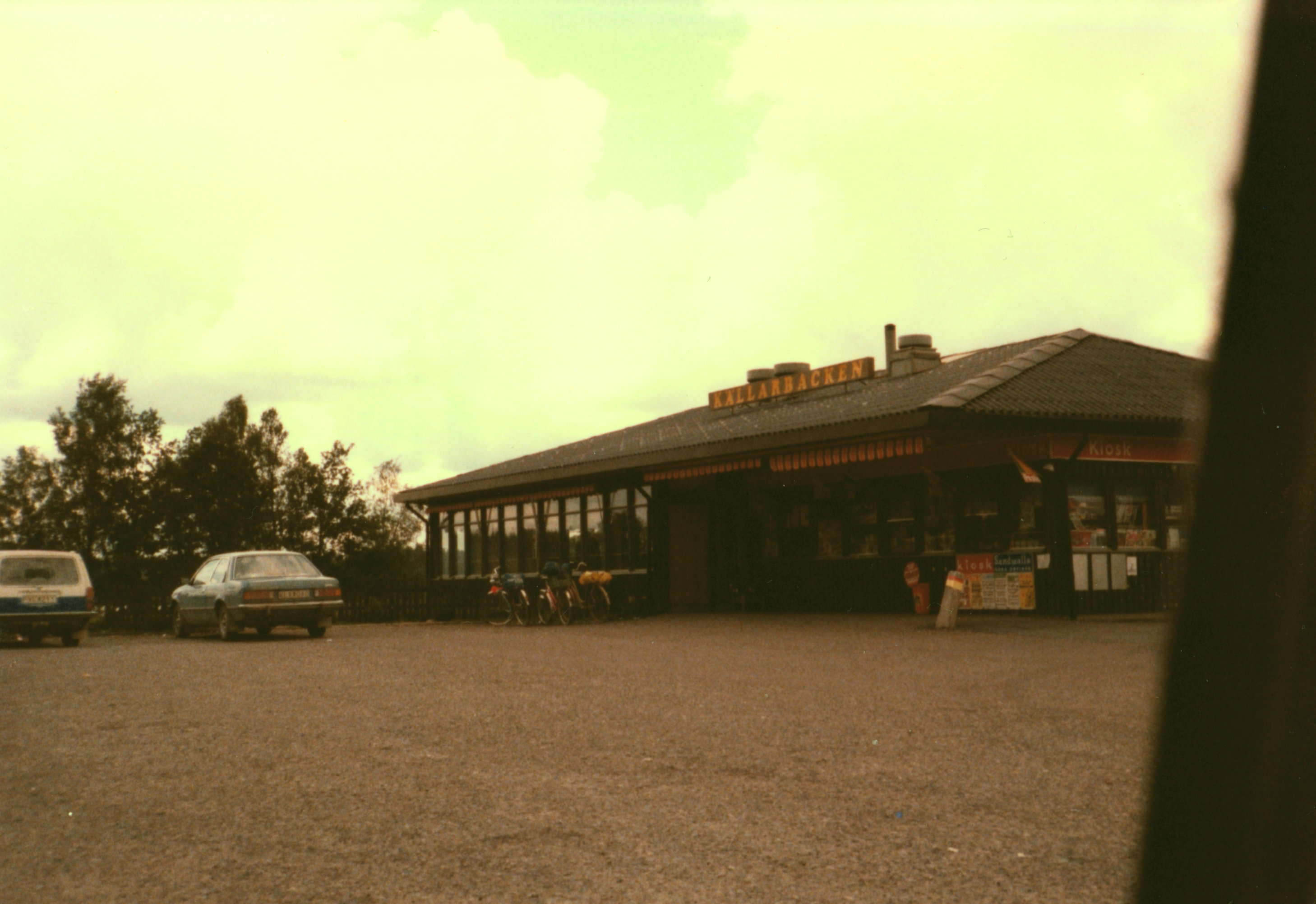
Källarebacken, café med mera öster om centrala Hällingsjö.

Hällingsjö är en tätort i Härryda kommun belägen vid Gingsjön i Björketorps socken.

## Historia

### Hällingsjö gästgivaregård
Mangårdsbyggnaden på Hällingsjö gästgivaregård uppfördes 1829 som gästgivaregård, med samma planlösning som är kvar än idag. Planen är sexdelad salsbyggnadstyp.  Övervåningen påbyggdes troligen på 1860-talet. Grunden är av sprängsten och putsad med tunn puts. Hela stommen är av timmer med trätakstolar, och taket är täckt med enkupigt tegel. Fasaderna är klädda med locklistpanel. Södersidan har dock ett senare tillkommet skikt av masonit under listerna. Fasaderna är vitmålade med oljefärg.
Gästgiverirörelsen lades ned 1914. Även den kaférörelse som följde är nedlagd sedan många år tillbaka.

### Hällingsjös racerbana
Några år efter Första världskriget slut började det allt oftare komma bilar på vägarna och i mitten på tjugotalet började en motorklubb i Göteborg att arrangera tävlingar för motorcyklar och i mindre omfattning även bilar i Hällingsjöbacken. Traktens ungdom drog sig då dit redan på lördagskvällen för att titta på träningen som pågick. År 1924 hade mc-klubben samlat ihop 120 deltagare i en backtävling för motorcyklar.
I Göteborgsposten kunde man läsa följande rubrik ”Sveriges hittills största motortävling” och efter tävlingen ”Motorloppen i Hällingsjö en enastående succé”. Dessa backtävlingar var ofta deltävlingar till Svenska motorcykelklubbens race. Loppen gick mellan Göteborg och Landskrona via Hällingsjö, Landvetter och Kungsbacka. I Kungsbacka fick man fylla tanken igen. Dessa tävlingar var uppmärksammade i hela landet! Tävlingarna varade mellan åren 1918 och 1934. 

### Hällingsjö zoo
Billy Nyqvist startade i mitten av femtiotalet ett djurpark i området Eriksmyst i Hällingsjö. 
Det hela började med en skara marsvin, höns, fiskar och fåglar. Nyqvist hade ett stort djurintresse och grannarna besökte ofta hans gård för att se djursamlingen. Någon uppmuntrade honom att ta inträde, vilket gav honom idén till att starta en djurpark.
Många av djuren, främst de exotiska, köptes från ett zoo i Hamburg i Tyskland. Lejonet blev den största attraktionen. Det fanns också andra djur som till exempel papegojor, lamadjur, räv, får, getter och en ozelot.
Djurparken byggdes nästan helt och hållet av Nyqvist själv. Djurens områden bestod mestadels av inhägnader och enkla burar. Lejonet, som hade det klassiska namnet Leo, hade en mur runt ett område istället för en bur.
Då Borås djurpark öppnades blev konkurrensen för hård och familjen Nyqvist fick lägga ner sin verksamhet då de inte längre hade råd att utfodra djuren. Parken stängde för gott år 1962. De flesta djuren såldes till ett annat zoo i Vårgårda. Lejonet Leo såldes till en privatperson på Kållandsö. 

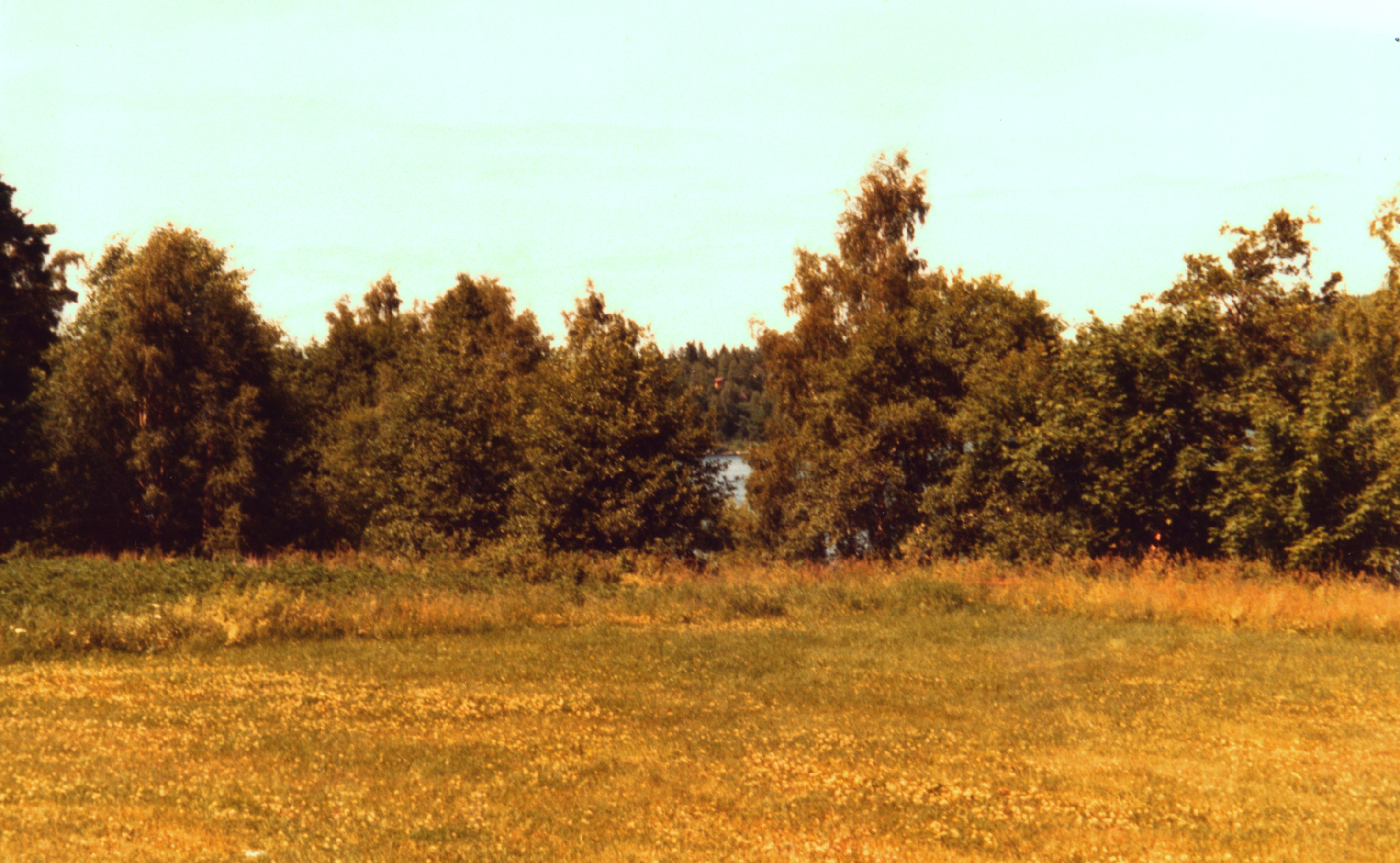
Hällsjön som ligger vid Stora Bugärde, inte Hällingsjö, utmed gamla landsvägen till Landvetter.

### Befolkningsutveckling
| Befolkningsutvecklingen i Hällingsjö 1990–2020       | Befolkningsutvecklingen i Hällingsjö 1990–2020 | Befolkningsutvecklingen i Hällingsjö 1990–2020 | Befolkningsutvecklingen i Hällingsjö 1990–2020 | Befolkningsutvecklingen i Hällingsjö 1990–2020 |
| ---------------------------------------------------- | ---------------------------------------------- | ---------------------------------------------- | ---------------------------------------------- | ---------------------------------------------- |
|                                                      |                                                |                                                |                                                |                                                |
| År                                                   |                                                |                                                | Folkmängd                                      | Areal (ha)                                     |
| 1990                                                 | 1990                                           |                                                | 265                                            | 40                                             |
| 1995                                                 | 1995                                           |                                                | 272                                            | 41                                             |
| 2000                                                 | 2000                                           |                                                | 263                                            | 41                                             |
| 2005                                                 | 2005                                           |                                                | 261                                            | 41                                             |
| 2010                                                 | 2010                                           |                                                | 308                                            | 43                                             |
| 2015                                                 | 2015                                           |                                                | 459                                            | 96                                             |
| 2020                                                 | 2020                                           |                                                | 499                                            | 97                                             |
| Anm.: Ny tätort 1990. Sammanvuxen med Furuberg 2015. |                                                |                                                |                                                |                                                |

## Samhället
I Hällingsjö finns Hällingsjöskolan och Björkängens förskola.

## Idrott
Hällingsjö har en fotbollsklubb, IFK Hällingsjö.